# سیلماریل

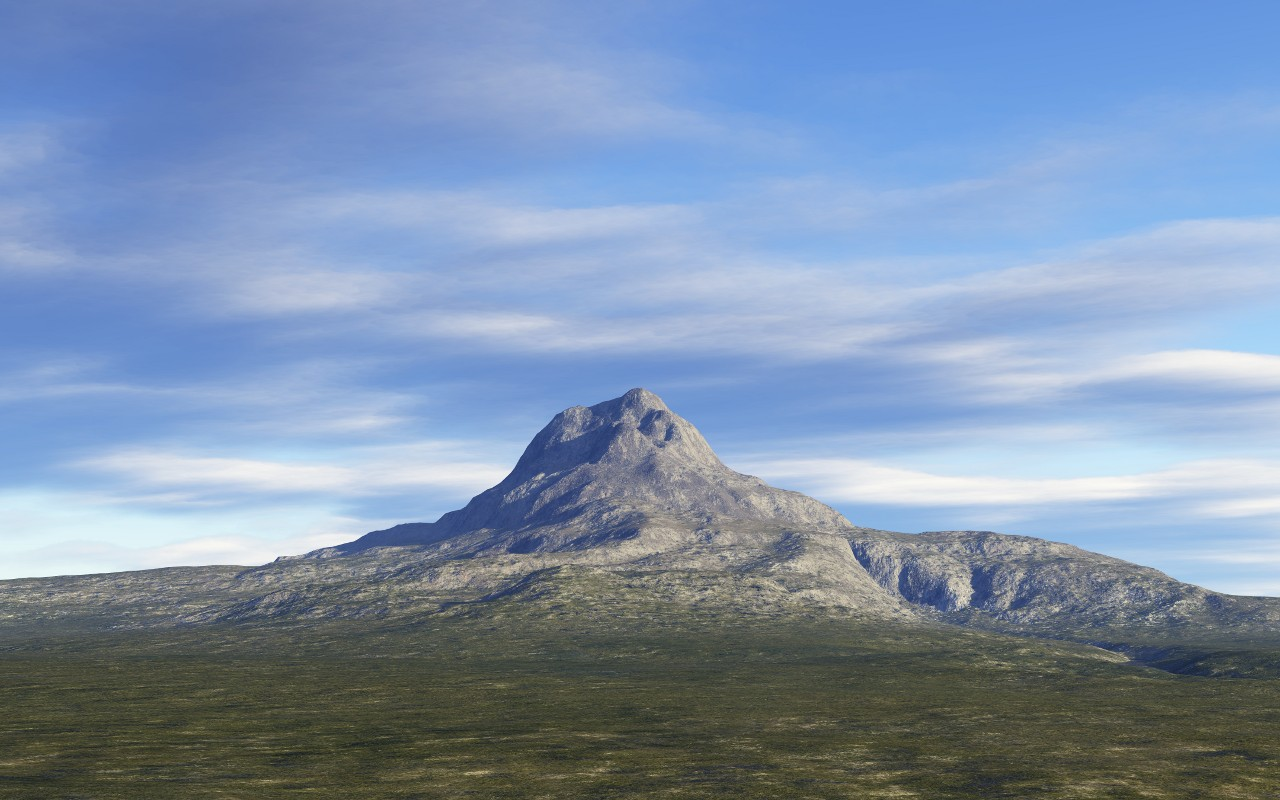
کوهی از سرزمین میانه جی آر آر تالکین

سیلماریل‌ها (جمع آن در کوئنیا: سیلماریلی) به معنی پرتوی پالودهٔ روشنایی در داستان‌های جی. آر. آر. تالکین، سه گوهر تراش نخورده از نور دو درخت والینور‌اند. فئانور یک الف نولدور در والینور در دورهٔ سال‌های درخت‌ها، این سه گوهر را از بلور سیلما ساخت. این سه گوهر در کتاب سیلماریلیون نقش مهمی بازی می‌کنند.

## توضیح
اینکه فئانور، بزرگترین نولدور چگونه موفق به ساخت این چنین گوهرهایی می‌شود توضیح داده نشده اما حتی والاها از جمله آئوله که بزرگترین ابزارساز است نمی‌تواند همانند این گوهرها را بسازد حتی خود فئانور هم نمی‌تواند کار خود را تکرار کند چرا که بخشی از توان او در ساخت این گوهرها ذخیره شده و از دست او رفته‌است. سیلماریل‌ها غیرقابل همانندسازی اند، نور آن‌ها از دو درخت می‌آید همچنین آن‌ها نور هر چیزی را که به آن‌ها نزدیک شود هم بازتاب می‌کنند.

## داستان
فئانور پسر فینوه سیلماریل‌ها را ساخت، این برجسته‌ترین چیزی بود که الف‌ها تا کنون از نور دو درخت ساخته‌اند. واردا، سیلماریل‌ها را مقدس کرد تا هیچ موجود پلید یا فناپذیری بدون آنکه شایستهٔ آن باشد، نتواند به آن دست بزند و دستش بسوزد.
آنگولیانت و ملکور که والایی سرکش بود، دو درخت را نابود کردند؛ یکی از درخت‌ها پیش از مرگ، شکوفه‌ای نقره‌ای و دیگری میوه‌ای زرین داشت؛ آن‌ها به آسمان فرستاده شدند تا سرزمین میانه را در برابر ملکور روشن کنند اما هیچ‌کدام نور اصلی دو درخت را نداشتند. پس از آن سیلماریل‌ها باقی ماندهٔ نور دو درخت را داشتند، از این رو والاها از فئانور خواستند تا گوهرها را رها کند تا آن‌ها بتوانند دو درخت را زنده کنند اما او نپذیرفت. پس از آن خبر رسید که ملکور، فینوه پدر فئانور را کشته و گوهرها را دزدیده و به آنگباند در شمال سرزمین میانی گریخته‌است. او سیلماریل‌ها را بر روی تاج آهنین خود نصب کرد.
فئانور به شدت از ملکور خشمگین بود از این رو نام مورگوت به معنی «دشمن تاریک جهان» را بر او گذاشت. او به همراه پسرانش سوگند یاد کرد که با هرکه سیلماریل‌ها را از آن‌ها گرفته بجنگد. این سوگند منجر به مرگ بسیاری از الف‌ها در جنگ‌های پس از آن شد. پنج نبرد بزرگ در بلریاند صورت گرفت اما در نهایت نولدور و همهٔ کسانی که این سوگند را یاد کردند در تلاش خود ناکام ماندند.
یکی از سیلماریل‌ها توسط برن و لوثین از ملکور دزدیده شد. لوثین با آوازش ملکور را خواب کرد و برن سیلماریل را از تاج او جدا کرد. هنگامی که آن‌ها آنگباند را ترک کردند یک گرگینه به آن‌ها حمله کرد و دست برن را که گوهر در آن بود بلعید. سیلماریل باعث دیوانه شدن آن گرگینه شد. هوآن که یک سگ شکاری بود کارچاروت (گرگینه) را کشت و خودش نیز از شدت زخم‌ها کشته شد و یک الف به نام مبلانگ سیلماریل را بدست آورد. بعدها سیلماریل به دست ائارندیل افتاد؛ والاها سیلماریل را به آسمان فرستادند تا مانند یک ستاره بدرخشد. اما دو سیلماریل دیگر در دست ملکور باقی ماند.
در پایان جنگ خشم یکی از خدمتگزاران مانوه سیلماریل‌ها را از ملکور گرفت. خیلی زود، مائدروس و مگلور، پسران فئانور به خاطر سوگندی که یاد کرده بودند دو گوهر را دزدیدند اما دستشان مانند دستان ملکور، سوخت چون آن‌ها حق داشتن آن‌ها را نداشتند. مائدروس، خود و گوهری که به دست داشت را در گودالی آتشین انداخت و مگلور گوهر را به دریا انداخت به این ترتیب سه گوهر به آسمان، خاک و دریا رفتند. نور آن‌ها دیده می‌شود اما از دسترس سرزمین میانی دور است.